# Rodrigo de Jerez

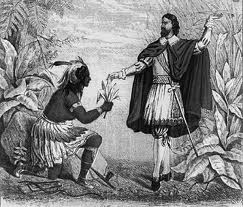
Rodrigo de Jerez

Rodrigo de Jerez a fost unul dintre spanioli membri ai echipajului care a navigat spre Americi pe Santa Maria ,făcând parte din prima calatorie a lui Cristofor Columb peste Oceanul Atlantic în anul 1492. El este acreditat ca fiind primul European fumător. 
În 12 octombrie 1492, echipajul a întâlnit pentru prima dată tutun în San Salvador o insulă din Bahamas, cunoscut de localnici ca Guanahani. Localnicii le-a prezentat aparent de valoare "frunze uscate care răspândesc un parfum aparte". Echipajul mai târziu a aruncat frunze.
În noiembrie 1492, Jerez și Luis de Torres observat pentru prima data nativii fumând. Ei erau în căutarea Împăratului Chinei, Împăratul Hongzhi, în Cuba. Se pare că localnicii rulau frunze de palmier și porumb "în forma de muschetă de hârtie" cu tutun în interior. Într-un capat ar lumina și "bea" fumul din celelalt.
Jerez luat obiceiul fumatului de tutun. Când s-a întors în Europa în Niña, el a introdus obiceiul în orașul său natal, Ayamonte. Fumul ce-l înconjura îi speria pe vecinii lui: Inchiziția spaniolă l-a închis pentru "păcătoasul și infernalul" lui obicei, pentru că "numai Diavolul i-ar putea oferi unui om puterea de a expira fumul pe gura". Când a fost eliberat șapte ani mai târziu, fumatul de tutun era de mare popularitate.